# Ana Mcheidse
Ana Mcheidse (georgisch ანა მხეიძე; * 1951 in Bolnisi; † 1998 in Tiflis) war eine georgische Schriftstellerin.

## Leben
Sie wurde als Tochter einer Arztfamilie geboren. Ihre Mutter war Ukrainerin. Nach Abschluss der Schulausbildung nahm sie 1968 ein Studium an der Fakultät für Ökonomie an der Staatlichen Universität Tiflis auf. Ab 1972 war sie dann als Ökonomin im Rat des Tifliser Stadtbezirks Gldani tätig. 1981 erschien ihre erste Erzählung arcevani me in der Zeitschrift Ziskari. Weitere Erzählungen erschienen in verschiedenen Zeitschriften. In ihrem Werk zeichnet sie ein modernes, mit alten Konventionen der georgischen Gesellschaft brechendes Bild einer selbstbewussten, selbstbestimmten Frau.

## Werke
- arcevani me, Erzählung, 1981
- pirveli sadili, (Das erste Mittagessen), Erzählung, 1981
- umnivsvnelo tarirebi, (Unwichtige Daten), Erzählung, 1982
- kazuna, (Der Zwerg), Erzählung, 1983
- არჩევანი მე : [მოთხრობები / მთ. რედ.: მანანა სანადირაძე ; მხატვ.: ქეთევან გაფრინდაშვილი]. - თბ., 2006 (შპს "იოტა"-ს სტ.). - 314 S., ISBN 99940-58-65-7. (12 Erzählungen)